# Мастицький Леонід Порфирович
Леонід Порфирович Мастицький — київський поліцмейстер.

## Життєпис
Народився у Воронізькій губернії в дворянській сім'ї, служив офіцером в армії і, начитавшись детективів, перейшов на службу в київську поліцію, де і здобув славу великого сищика. У 1873 році з ініціативи князя Олександра Дондукова-Корсакова міська дума відкрила фінансування нової розшукової частини, і Мастицькому випала нагода подивуватися киян низькою блискучих розслідувань.

## Київський слідчий
Перша детективна історія, яка захопила весь Київ, стосувалася пост-пакета з 95 тисячами рублів, вкраденого листоношею Праведніковим 17 травня 1873 року. Злочинця наздогнали аж у Воронежі, де він мав притулок у поштового чиновника Алексєєвського. На нього після довгих розшуків і вийшов Мастицький.
Серед найгучніших справ Леоніда Мастицького — розкриття загадкового вбивства двох сестер-гімназисток Богуславських. 10 травня 1876 року відставний професор Новицький, який жив у ботанічного саду, побачив труп дівчинки. Поки до місця події поспішали сищики, сторожа виявили інший труп — молоденької панночки. Було встановлено, що жертви злочину — гімназистки на прізвище Богуславські. Обидві цього ранку йшли через сад на уроки і були задушені хустками. Вбивцю Мастицький знайшов у Черкасах, ним виявився закоханий в старшу із сестер, фабричний робітник, що не отримав взаємності від дівчини.
Леонід Порфирович був відзначений начальством. Після офіційного відкриття розшукового відділення він знову став його начальником, а потім обійняв посаду Київського поліцмейстера. Кар'єра не зіпсувала Мастицького. Будучи шефом київської поліції, він залишився романтиком і безкорисливим ентузіастом своєї справи.

## Студентські хвилювання
Мастицький був звільнений зі служби за відмову застосувати силу до студентів, які протестували проти утисків академічного начальства під час святкування першого ювілею Київського університету.
За споминами начальника Київського губернського управління жандармерії В. Д. Новіцького біля будинку ректора Київського університету Миколи Ренненкампфа, почав збиратися студентський натовп з погрозами, він заїхав до губернатора Сергія Гудим-Левковича, просячи викликати поліцмейстера Мастицького для вжиття заходів, так як ним були отримані відомості про підготовлений нічний напад на будинок Миколи Ренненкампфа. Поліцмейстер Леонід Мастицький, незважаючи на дану йому категоричну вказівку забезпечити будинок і квартиру Миколи Ренненкампфа від пожежі і нападу, не попередив цього, і будинок Ренненкампфа і ворота напередодні ювілею були вимазані дьогтем і якоюсь речовиною. Прибулий поліцмейстер Мастицький не погоджувався що є загроза будинку ректора, і повідомив, що студенти тільки залякують ректора, котрого ненавиділи.
Але губернатор Сергій Гудим-Левкович наказав поліцмейстеру їхати до дому ректора Ренненкампфа і там перебувати. Тільки Леонід Мастицький вибув з губернаторського будинку, як до губернатора прибув генерал-губернатор Олександр Дрентельн і повідомив про напад студентів на будинок ректора, і продемонстрував каміння, якими бомбардувати будинок Ренненкампфа.

## Відставка
11 листопада 1884 року Леонід Мастицький, був призначений мировим посередником і виконавцем справ предводителя дворянства Кременецького повіту Подільської губернії, вирушив до місця своєї нової служби. Причому пристави Київської поліції, які проводили його на вокзалі, вручили йому, без належного дозволу, подарунок, за що були покарані
У 1888 році про відставного поліцмейстера згадав колишній київський генерал-губернатор, намісник Кавказу князь Олександр Дондуков-Корсаков і запросив його до себе на службу — Кутаїський повітовим приставом. Досвідчений сищик повторив уже пройдений одного разу шлях: налагодив розшук, розкрив ряд гучних справ і через рік очолив поліцію Тифлісу.
Він прослужив в Тбілісі 10 років і з пошаною повернувся на спочинок до Києва.